# Великокам'янська сільська рада
| Великокам'янська сільська рада — орган місцевого самоврядування у Коломийському районі Івано-Франківської області з адміністративним центром у с. Велика Кам'янка. Історична дата утворення: в 1940 році. Водоймища на території, підпорядкованій даній раді: річки Грушка, Турка, Ставнище. Сільській раді підпорядковані населені пункти: - с. Велика Кам'янка - с. Фатовець |

## Склад ради
Рада складається з 18 депутатів та голови.

### Керівний склад ради
| ПІБ                        | Основні відомості                                                                  | Дата обрання | Дата звільнення |
| -------------------------- | ---------------------------------------------------------------------------------- | ------------ | --------------- |
| Іванишин Дмитро Григорович | Сільський голова, 1948 року народження, освіта, член Соціалістичної партії України | 26.03.2006   | 15.05.2008      |
| Макарчук Оксана Григорівна | Сільський голова, 1958 року народження, освіта, позапартійна                       | 30.11.2008   | 31.10.2010      |
| Луцак Ігор Васильович      | Сільський голова, 1983 року народження, освіта вища, безпартійний                  | 31.10.2010   | 28.02.2014      |

Примітка: таблиця складена за даними джерела